# Dénes Varga

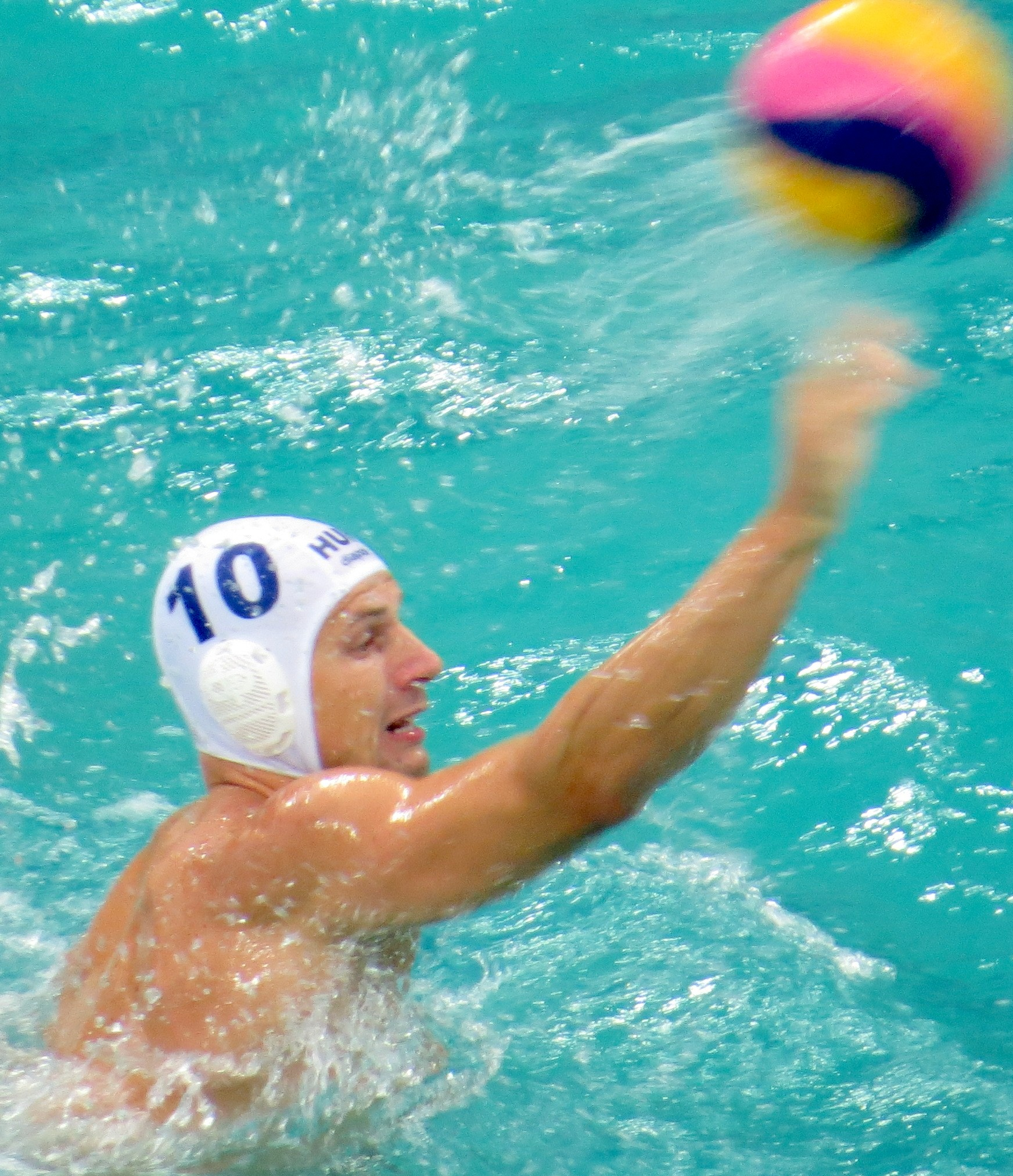
Dénes Varga

Dénes Andor Varga (* 29. März 1987 in Budapest) ist ein ungarischer Wasserballer. Er war Olympiasieger 2008 und Olympiadritter 2021.
Der 1,98 m große Rückraumspieler von Szolnoki Vizilabda SC stand 2006 bei der Europameisterschaft erstmals im Kader der ungarischen Wasserballnationalmannschaft und wurde mit seinem Team Zweiter hinter der Mannschaft aus Serbien. Ein Jahr später wurden die Ungarn bei der Weltmeisterschaft 2007 Zweite hinter den Kroaten.
Bei den Olympischen Spielen 2008 gewannen die Ungarn das Finale gegen die Mannschaft aus den Vereinigten Staaten. Der 21-jährige Dénes Varga war bei diesem Turnier der jüngste Spieler im Team der Ungarn, in deren Mannschaft mehrere Spieler ihren dritten Olympiasieg in Folge erkämpften.
Außerdem nahm Varga bei den Olympischen Spielen 2012 in London und 2016 in Rio de Janeiro teil. Bei der Wasserball-Europameisterschaft 2014 in Budapest wurde er als MVP des Turniers geehrt. 2013 in Barcelona und 2023 in Fukuoka wurde er mit Ungarn Weltmeister.
Im Januar 2024 unterlagen die Ungarn den Italienern im Spiel um Bronze bei der Europameisterschaft in Eindhoven. Im Februar 2024 bei der Weltmeisterschaft in Doha erreichten die Ungarn den siebten Platz. Bei den Olympischen Spielen in Paris gewannen die Ungarn im Viertelfinale im Penaltyschießen gegen die Italiener. Das Halbfinale verloren die Ungarn mit 8:9 gegen die Kroaten. Im Spiel um Bronze stand es am Ende der regulären Spielzeit 8:8, im Penaltyschießen siegte das Team aus den Vereinigten Staaten. Varga erzielte im Spiel um Bronze zwei Tore.
Im Verein war er unter anderem für Vasas Budapest, Primorije Rijeka, Szolnoki Vizilabda SC und zuletzt Ferencváros Budapest aktiv. Mit Ferencváros gewann er beim Final Eight 2019 in Hannover den Titel in der LEN Champions League.